# Борис Живковић
Борис Живковић (15. новембар 1975, Живинице) је бивши хрватски фудбалер, који је играо на позицији бека.

## Клупска каријера
Каријеру је почео у Сарајеву, да би наставио у Марсонији. Након две године у клубу, прелази у Хрватски драговољац, где након једне сезоне прелази у Бајер Леверкузен. У Бајеру игра 6 сезона, а са клубом је играо и финале Лиге шампиона сезоне 2001/02. Са Бајером је 3 пута био вицепрвак Бундеслиге. Након дугог играња у Бајеру, кратко је играо и у Портсмуту, Штутгарту, Келну и сплитском Хајдуку, где је и завршио каријеру.

## Репрезентативна каријера
Борис Живковић је за репрезентацију Хрватске одиграо 39 утакмица и постигао 2 гола. Играо је на Светском првенству 2002, где је у утакмици против Мексика направио прекршај за једанаестерац, након чега је искључен из игре. Мексико је победио 1:0, а Хрватска је касније испала са такмичења. Играо је и на Европском првенству 2004.